# Széchényi Aladár
Sárvár-felsővidéki gróf Széchényi Aladár Pál György Julián Mária (Lábod, 1862. február 15. – Budapest, 1936. május 11.) országgyűlési képviselő.

## Élete
Széchényi Pál gróf miniszter és gróf Andrássy Erzsébet fia. Tanulmányait otthon és Budapesten végezte, ugyanitt hallgatta a jogot. Majd önkéntes lett és a 10. számú huszárezred tartalékos hadnagyává nevezték ki. Az 1887. évi választáskor a nagyatádi kerületben (Somogy megye) szabadelvűpárti programmal képviselővé választatott és az országgyűlés megnyitásakor mint korjegyző szerepelt. 1892-ben nem vállalt mandátumot, hanem gazdálkodott a család horvátországi és somogyi birtokain. 1896-ban Vágvecsén (Nyitra megye) választották meg szabadelvűpárti programmal. A véderő bizottság tagja volt, később pedig a balatoni halászati társulat elnöke. Az őszirózsás forradalom után megalakult Magyar Népköztársaság alatt Somogy vármegye főispánja volt.

### Családja
Széchényi kétszer nősült. Először 1884-ben Andrássy Natália grófnőt vette el, aki négy gyermeket szült neki:
- Gabriella Paula (1885–1924); férje: Henrich von Haugwitz gróf (1870–1927)
- Mária Erzsébet Natália (1887–1972); férje: Ludwig zu Windisch-Grätz herceg (1882–1968)
- György Mária (1889–1938) katolikus politikus, a Korunk Szava főszerkesztője, Zemplén vármegye főispánja; neje: Zichy Anasztázia grófnő (1891-1969)
- Mihály Pál Mária (1895–1959); első neje: Cséry Sarolta (1895–1977); második neje: Szász Katalin (1922–?)

Később Széchényi Aladár elvált első feleségétől, majd újra megházasodott. Ezúttal 1918-ban Viszay Flórát (1897–1983) vette el, akitől még egy gyermeke született:
- Emília Mária Franciska (1921–?); első férje: Bornemisza Tivadar báró (1913–1958); második férje: Muzsay József

## Munkái
- Nyilt levele a vágvecsei kerület választóihoz. Bpest, 1898.
- Memorandum. Veszprém, év n. (A balatoni halászat érdekében).

Országgyűlési beszédei a Naplóban vannak.